# ماري إيف دينا جان بيير
ماري إيف دينا جان بيير (بالفرنسية: Marie Yves Dina Jean Pierre)‏ هي لاعبة كرة قدم هايتية، ولدت في 14 يناير 1990 في هايتي. شاركت مع منتخب هايتي الوطني لكرة القدم للسيدات.

## وصلات خارجية
- ماري إيف دينا جان بيير على موقع قاعدة بيانات كرة القدم.إي يو (الإنجليزية)
- ماري إيف دينا جان بيير على موقع Soccerway.com (الإنجليزية)